# Ranunculus subglaber
Ranunculus subglaber är en ranunkelväxtart som först beskrevs av Julin, och fick sitt nu gällande namn av S. Ericsson. Ranunculus subglaber ingår i släktet ranunkler, och familjen ranunkelväxter. Inga underarter finns listade i Catalogue of Life.